# Atalanta (keresztnév)
Az Atalanta görög eredetű női név, melyet a görög mitológiában két királylány is viselt, az egyik a vadászatban, a másik a futásban tűnt ki.

## Gyakorisága
Az újszülötteknek adott nevek körében az 1990-es években szórványosan fordult elő. A 2000-es és a 2010-es években sem szerepelt a 100 leggyakrabban adott női név között.
A teljes népességre vonatkozóan az Atalanta sem a 2000-es, sem a 2010-es években nem szerepelt a 100 leggyakrabban viselt női név között.

## Névnapok
- március 10.[2]
- július 6.[2]

## Híres Atalanták

### Egyéb Atalanták
- Atalanta BC, olasz labdarúgócsapat
- Atalanta-lepke